# Ki Mi-sook
Ki Mi-sook, född 26 december 1967 i Uijeongbu, är en sydkoreansk handbollsspelare. Hon var med och tog OS-guld 1988 i Seoul.